# Il conte di Montecristo (miniserie televisiva 1966)
Il conte di Montecristo è uno sceneggiato televisivo in otto puntate realizzato per la Rai - Radiotelevisione italiana, andato in onda nel 1966 sul Programma Nazionale.
Diretto da Edmo Fenoglio (che, con Fabio Storelli, ne ha curato anche l'adattamento televisivo e la relativa sceneggiatura), era ispirato alle vicende dell'omonimo romanzo di Alexandre Dumas padre.
L'allora giovanissimo esordiente Andrea Giordana ottenne un grande successo personale vestendo i panni del protagonista, Edmond Dantès.

## Titoli delle puntate
- Il complotto
- Il Castello d'If
- Il tesoro
- Il conte
- Il pane e il sale
- L'agguato
- Il giudizio
- Il perdono

## Cast
Lo sceneggiato è stato realizzato con l'ausilio di numerosi interpreti, quasi tutti di estrazione teatrale, molti dei quali assai noti e qui impegnati in piccoli ruoli, quasi dei cameo che hanno contribuito a restituire un valore aggiunto alla fiction.
Tra gli altri interpreti figuravano:
- Fulvia Mammi: Signora Villefort
- Loris Loddi: Edouard Villefort
- Mariolina Bovo: Julie Morrel
- Mila Stanic: Haydée
- Giorgio Favretto: Maximilien Morrel
- Michele Riccardini: Penelon
- Nietta Zocchi: Carconte
- Simone Mattioli: Battistino
- Carlo Ludovico Bragaglia: Il notaio
- Arthur Young: Dukas
- Lino Capolicchio: Benedetto e impersona Andrea Cavalcanti
- Nino Besozzi: impersona il Maggiore Cavalcanti padre di Andrea
- Mario Scaccia: Luigi XVIII
- Francesco Sormano: Saint-Meran
- Elena Da Venezia: Signora Saint-Meran
- Riccardo Garrone: Luigi Vampa
- Michele Malaspina: Padron Gaspero
- Edoardo Torricella: Un marinaio
- Gino La Monica: Un marinaio
- Franco Castellani: Un marinaio
- Enzo Consoli: Il barbiere
- Manlio Busoni: Il commissario
- Angiolina Quinterno: Una donna
- Franca Mazzoni:Signora Morrel
- Giustino Durano: Signor Monçon
- Gianni Agus: Ministro
- Nello Riviè: Uomo in nero
- Giorgio Bandiera: Altro signore
- Nino Scardina: Marchesino
- Dante Biagioni; Giovane segretario
- Paolo Lombardi: Ufficiale
- Corrado Olmi: Segretario
- Gastone Pescucci: Un uomo
- Consalvo Dell'Arti: Un signore
- Pino Ferrara: Debray
- Gigi Reder: De Polignac
- Loris Gizzi: Presidente del parlamento
- Gianni Bertoncin: primo marinaio